# Азербайджан на літніх Паралімпійських іграх 2000
Азербайджан на літніх Паралімпійських іграх 2000 був представлений в 3-х видах спорту (легкої атлетики, пауерліфтингу та стрільбі). До складу збірної Азербайджану увійшло 7 осіб (6 чоловіків і 1 жінка).

## Медалісти
| Медаль | Спортсмен      | Вид спорту | Дисципліна                    | Дата      |
| ------ | -------------- | ---------- | ----------------------------- | --------- |
| Срібло | Єлена Таранова | Стрільба   | Жінки, кульова стрільба, 50 м | 24 жовтня |